# Marco Capuano
Marco Capuano (Pescara, 14 oktober 1991) is een Italiaans voetballer die doorgaans speelt als centrale verdediger. In september 2021 verruilde hij Frosinone voor Ternana.

## Clubcarrière
Capuano speelde in de jeugd van Torino en maakte in 2010 de overstap naar aartsrivaal Pescara. Op 30 november 2010 debuteerde hij voor Pescara in de Serie B, tegen Frosinone (1–1). In december 2010 verlengde hij zijn verbintenis tot medio 2014. Zijn debuut in de Serie A maakte Capuano tijdens een 0–3 nederlaag tegen Internazionale. In de zomer van 2014 werd hij voor de duur van één seizoen verhuurd aan Cagliari. In februari 2015 nam Cagliari de verdediger definitief over van Pescara. In januari 2018 werd Capuano voor een halfjaar verhuurd aan Crotone. Na deze verhuurperiode liet de verdediger Cagliari definitief achter zich. Frosinone betaalde circa een miljoen euro voor hem en gaf hem een contract voor twee seizoenen. Deze werd later nog met een seizoen verlengd en na het aflopen van zijn contract besloot Capuano transfervrij te tekenen bij Ternana.

## Clubstatistieken
| Seizoen | Club      | Competitie | Competitie | Competitie | Beker | Beker | Internationaal | Internationaal | Totaal | Totaal |
| Seizoen | Club      | Competitie | Wed.       | Dlp.       | Wed.  | Dlp.  | Wed.           | Dlp.           | Wed.   | Dlp.   |
| ------- | --------- | ---------- | ---------- | ---------- | ----- | ----- | -------------- | -------------- | ------ | ------ |
| 2010/11 | Pescara   | Serie B    | 10         | 0          | 0     | 0     | —              | —              | 10     | 0      |
| 2011/12 | Pescara   | Serie B    | 32         | 0          | 1     | 0     | —              | —              | 33     | 0      |
| 2012/13 | Pescara   | Serie A    | 26         | 0          | 1     | 0     | —              | —              | 27     | 0      |
| 2013/14 | Pescara   | Serie B    | 23         | 0          | 2     | 0     | —              | —              | 25     | 0      |
| 2014/15 | Cagliari  | Serie A    | 15         | 0          | 1     | 0     | —              | —              | 16     | 0      |
| 2015/16 | Cagliari  | Serie B    | 15         | 1          | 2     | 1     | —              | —              | 17     | 2      |
| 2016/17 | Cagliari  | Serie A    | 12         | 1          | 1     | 0     | —              | —              | 13     | 1      |
| 2017/18 | Cagliari  | Serie A    | 9          | 0          | 2     | 0     | —              | —              | 11     | 0      |
| 2017/18 | → Crotone | Serie A    | 16         | 0          | 0     | 0     | —              | —              | 16     | 0      |
| 2018/19 | Frosinone | Serie A    | 27         | 0          | 0     | 0     | —              | —              | 27     | 0      |
| 2019/20 | Frosinone | Serie B    | 24         | 2          | 1     | 0     | —              | —              | 25     | 2      |
| 2020/21 | Frosinone | Serie B    | 14         | 1          | 0     | 0     | —              | —              | 14     | 1      |
| 2021/22 | Ternana   | Serie B    | 23         | 0          | 0     | 0     | —              | —              | 23     | 0      |
| 2022/23 | Ternana   | Serie B    | 11         | 0          | 1     | 0     | —              | —              | 12     | 0      |
| 2023/24 | Ternana   | Serie B    | 26         | 0          | 0     | 0     | —              | —              | 26     | 0      |
| 2024/25 | Ternana   | Serie B    | 10         | 1          | 0     | 0     | —              | —              | 10     | 1      |
| Totaal  | Totaal    | Totaal     | 293        | 6          | 12    | 1     | 0              | 0              | 282    | 6      |

Bijgewerkt op 24 oktober 2024.

## Interlandcarrière
Op 3 juni 2011 debuteerde Capuano in Italië –21, toen met 1-1 gelijkgespeeld werd tegen Portugal –21. De verdediger speelde in 2013 op het EK –21. Hier speelde hij mee in het duel tegen Noorwegen –21. Jong Italië verloor in de finale met 4–2 van de leeftijdgenoten uit Spanje.

## Erelijst
| Competitie |         |         |         |         |
| Competitie | Aantal  | Jaren   |         |         |
| Pescara    | Pescara | Pescara | Pescara | Pescara |
| ---------- | ------- | ------- | ------- | ------- |
| Serie B    | 1       | 2011/12 |         |         |
| Cagliari   |         |         |         |         |
| Serie B    | 1       | 2015/16 |         |         |